# Liên minh Hispaniola
Liên minh Hispaniola ở đảo Hispaniola kéo dài hai mươi hai năm (từ ngày 9 tháng 2 năm 1822 đến ngày 27 tháng 2 1844). Liên minh này đã kết thúc giai đoạn ngắn đầu tiên của sự độc lập trong lịch sử của Cộng hòa Dominican, vốn đã được biết đến như là Cộng hòa Haiti thuộc Tây Ban Nha.
Việc chiếm đóng được nhắc lại bởi một số người như là một giai đoạn cai trị quân sự chặt chẽ, mặc dù thực tế là phức tạp hơn nhiều. Nó dẫn tới việc tước quyền sở hữu đất đai quy mô lớn và thất bại trong nỗ lực để buộc sản xuất nông sản xuất khẩu, áp đặt các dịch vụ quân sự, hạn chế sử dụng tiếng Tây Ban Nha, và đàn áp những phong tục truyền thống. Sự thống nhất 22 năm củng cố quan điểm của người dân Dominica của mình là khác với người dân Haiti trong chủng tộc, ngôn ngữ, tôn giáo và phong tục trong nước.

## Thông tin
Cuối thế kỷ 18, hòn đảo Hispaniola đã được chia thành hai thuộc địa châu Âu: Saint-Domingue, ở phía tây, thuộc Pháp; và Santo Domingo, thuộc Tây Ban Nha, chiếm phía đông hai phần ba của Hispaniola.

### Thống nhất đầu tiên dưới thời thuộc Pháp
Trong nửa sau của thế kỷ thứ 18, phía thuộc Pháp của đảo nhanh chóng phát triển thành thuộc địa trồng thịnh vượng nhất của thế giới mới. Pháp Saint-Domingue được mệnh danh là Hòn ngọc Antilles, như là kết quả của các đồn điền mía làm việc của những người nô lệ Châu Phi; đường đã trở thành một mặt hàng không thể thiếu ở Châu Âu. Hoà ước Basel về ngày 22 tháng 7 năm 1795, Tây Ban Nha nhượng lại của hai phần ba của đảo đến Pháp để đổi lấy sự trở lại của tỉnh Guipuzcoa chiếm đóng của người Pháp kể từ năm 1793. Mặc dù Hispaniola bây giờ đã được thống nhất dưới một chính quyền duy nhất, nó đã chứng minh khó khăn cho người Pháp để củng cố quyền lực của họ kể từ khi một phần của họ trên đảo đã trải qua các cuộc nổi dậy của mulattos ưu tú và Freedman đen kể từ năm 1791, và năm 1804 các nhà lãnh đạo của cuộc cách mạng Haiti, Jean-Jacques Dessalines, tuyên bố độc lập của Haiti. Độc lập đã không đến một cách dễ dàng, do thực tế rằng Haiti đã thuộc địa có lợi nhuận nhất của Pháp.
Đến năm 1795, phía đông, nơi đã từng là trụ sở của chính quyền thực dân Tây Ban Nha trong thế giới mới từ lâu đã rơi vào suy thoái. Các nền kinh tế đã bị đình trệ, đất phần lớn chưa được khai thác và sử dụng cho nông nghiệp nuôi sống và gia súc chăn nuôi, và dân số thấp hơn nhiều so với ở Haiti. Các tài khoản của nhà bình luận chính trị Dominica và José Núñez de Cáceres trích dẫn dân thuộc địa Tây Ban Nha vào khoảng 80.000, chủ yếu gồm các hậu duệ châu Âu, mulattos, freedmen, và một vài nô lệ da đen. Haiti, mặt khác, đã gần một triệu người nô lệ.
Trong khi người Pháp đã bị mất thuộc địa cũ của Saint-Dominque của năm 1804, chỉ huy Pháp của cựu thuộc địa Tây Ban Nha đã có thể để đẩy lùi các cuộc tấn công của Jean-Jacques Dessalines, nhưng vào năm 1808 người dân đã nổi dậy và các năm sau, với sự giúp đỡ của một phi đội Anh, kết thúc kiểm soát của Pháp thành phố Santo Domingo, thống trị của phương Tây đã được tái lập. Tuy nhiên, khoảng thời gian ngắn này, theo đó toàn bộ Hispaniola là  de jure  dưới sự cai trị của Pháp đã được các biện minh trưởng của Haiti giải thoát trong quest của mình để đoàn tụ đảo dưới sự cai trị của họ.

### Độc lập từ Tây Ban Nha
Ngày 09 tháng 11 năm 1821 thuộc địa của Tây Ban Nha Santo Domingo bị lật đổ bởi một nhóm do Núñez de Cáceres, cựu quản trị viên của thuộc địa, và quân nổi dậy tuyên bố độc lập từ vương miện Tây Ban Nha vào ngày 01 Tháng 12 năm 1821. Các quốc gia mới được gọi là Cộng hòa Tây Ban Nha Haiti (tiếng Tây Ban Nha: República del Haití Español) hay Haiti đã từng là tên bản địa của đảo. Vào ngày 1 tháng 12 năm 1821 là một hành động cấu đã được lệnh phải kiến nghị các công đoàn của Haiti thuộc Tây Ban Nha với Đại Colombia.

### Mở đầu cho sự thống nhất đất nước

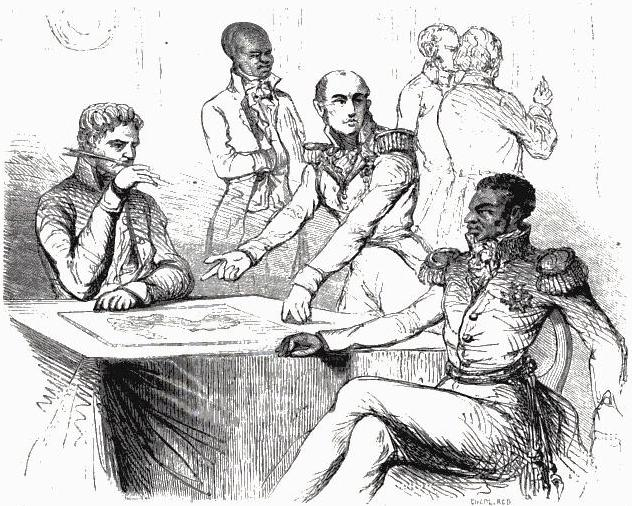
Épinal print showing Mackau forcing Boyer to agree to pay 150 million francs to compensate French planters.

Một nhóm các chính trị Dominica và sĩ quan quân đội ủng hộ thống nhất các quốc gia mới độc lập với Haiti, khi họ tìm cách cho sự ổn định chính trị dưới thời tổng thống Haiti Jean-Pierre Boyer, và đã thu hút được sự giàu có và quyền lực nhận thức của Haiti vào thời điểm đó. Một phe lớn có trụ sở tại khu vực phía Bắc Cibao đã trái ngược với các công đoàn với Gran Colombia và cũng đứng về phía Haiti. Boyer, mặt khác, có một số mục tiêu ở các hòn đảo mà ông tuyên bố là "nhất và bất khả": để duy trì sự độc lập Haiti với tiềm năng tấn công hoặc tái chinh phục tiếng Pháp hoặc tiếng Tây Ban Nha và để duy trì sự tự do của người nô lệ của nó.
Trong khi xoa dịu các cán bộ biên giới Dominican, Jean-Pierre Boyer đã có trong cuộc đàm phán với Pháp để ngăn chặn một cuộc tấn công mười bốn tàu chiến của Pháp đóng quân gần Port-au-Prince, thủ đô Haiti. Anh em đã không biết rằng Boyer đã nhượng cho Pháp, và đồng ý trả 150 triệu franc Pháp vàng mệnh để bồi thường cựu chủ nô lệ của Pháp. Như vậy, người dân Haiti về cơ bản sẽ được buộc vào trả tiền để duy trì sự tự do của họ từ Pháp.
Sự thống nhất của hòn đảo là một bất lợi nghiêm trọng nếu họ duy trì chủ quyền quốc gia của họ. Vào thời điểm đó, họ đã có một lực lượng bộ binh chưa qua đào tạo. Dân số là ít hơn so với Haiti tám đến mười lần, và nền kinh tế bị đình trệ. Haiti, mặt khác, có lực lượng vũ trang ghê gớm, cả về kỹ năng và kích thước khổng lồ, vốn đã được cứng trong gần mười năm đẩy lùi binh sĩ Napoleon của Pháp, và binh lính Anh, cùng với thực dân địa phương, và quân nổi dậy quân sự trong nước. Các cuộc tàn sát chủng tộc gây ra trong những ngày cuối của cuộc xung đột Pháp-Haiti chỉ thêm vào sự quyết tâm của người dân Haiti để không bao giờ bị mất một trận chiến.

## Thống nhất
Sau khi hứa hẹn hỗ trợ đầy đủ của mình cho một số thống đốc biên giới Dominica và đảm bảo lòng trung thành của họ, Boyer ceremoniously bước vào đất nước với khoảng 10.000 binh sĩ vào tháng 2 năm 1822, gặp ít hoặc không có sự phản đối. Vào ngày 09 Tháng Hai năm 1822, Boyer chính thức bước vào thành phố thủ đô Santo Domingo sau khi độc lập phù du của mình, nơi ông đã được đáp ứng với sự nhiệt tình và nhận bởi Núñez de Cáceres người cung cấp cho ông các phím của Palace; Boyer từ chối thẳng thừng nói: "Tôi đã không đi vào thành phố này như một kẻ chinh phục nhưng do ý muốn của cư dân của nó". Do đó các đảo đã được thống nhất từ "Cape Tiburon đến Cape Samana thuộc sở hữu của một chính quyền."